# (KDO)3-lipid IVA (2-4) 3-dezoksi-D-manno-oktulozonska kiselina transferaza
(KDO)3-lipid IVA (2-4) 3-dezoksi-D-manno-oktulozonska kiselina transferaza (EC 2.4.99.15, KDO transferaza, waaA (gen), kdtA (gen), 3-dezoksi-D-mano-oct-2-ulozonska kiselina transferaza, 3-dezoksi-mano-oktulozonska kiselina transferaza) je enzim sa sistematskim imenom CMP-3-dezoksi--mano-okt-2-ulozonat:(KDO)3-lipid IVA 3-dezoksi--mano-okt-2-ulozonat transferaza ((2->4) formira glikozidnu vezu). Ovaj enzim katalizuje sledeću hemijsku reakciju
alfa-Kdo-(2->8)-alfa-Kdo-(2->4)-alfa-Kdo-(2->6)-lipid IVA + CMP-alfa-Kdo {\displaystyle \rightleftharpoons } alfa-Kdo-(2->8)-[alfa-Kdo-(2->4)]-alfa-Kdo-(2->4)-alfa-Kdo-(2->6)-lipid IVA + CMP
Enzim Chlamydia psittaci prenosi četiri KDO ostatka na lipid A, i formira razgranati tetrasaharid sa strukturom alfa-KDO-(2,8)-[alfa-KDO-(2,4)]-alfa-KDO-(2,4)-alfa-KDO (cf. EC 2.4.99.12 [lipid IVA 3-dezoksi--mano-oktulozonska kiselina transferaza], EC 2.4.99.13 [(KDO)-lipid IVA 3-dezoksi--mano-oktulozonska kiselina transferaza], i EC 2.4.99.14 [(KDO)2-lipid IVA (2-8) 3-dezoksi--mano-oktulozonska kiselina transferaza]).

## Literatura
- Nicholas C. Price; Lewis Stevens (1999). Fundamentals of Enzymology: The Cell and Molecular Biology of Catalytic Proteins (Third изд.). USA: Oxford University Press. ISBN 019850229X.
- Eric J. Toone (2006). Advances in Enzymology and Related Areas of Molecular Biology, Protein Evolution (Volume 75 изд.). Wiley-Interscience. ISBN 0471205036.
- Branden C; Tooze J. Introduction to Protein Structure. New York, NY: Garland Publishing. ISBN 0-8153-2305-0.
- Irwin H. Segel. Enzyme Kinetics: Behavior and Analysis of Rapid Equilibrium and Steady-State Enzyme Systems (Book 44 изд.). Wiley Classics Library. ISBN 0471303097.

## Spoljašnje veze
- (KDO)3-lipid+IVA+(2-4)+3-deoxy-D-manno-octulosonic+acid+transferase на 